# Vortex86

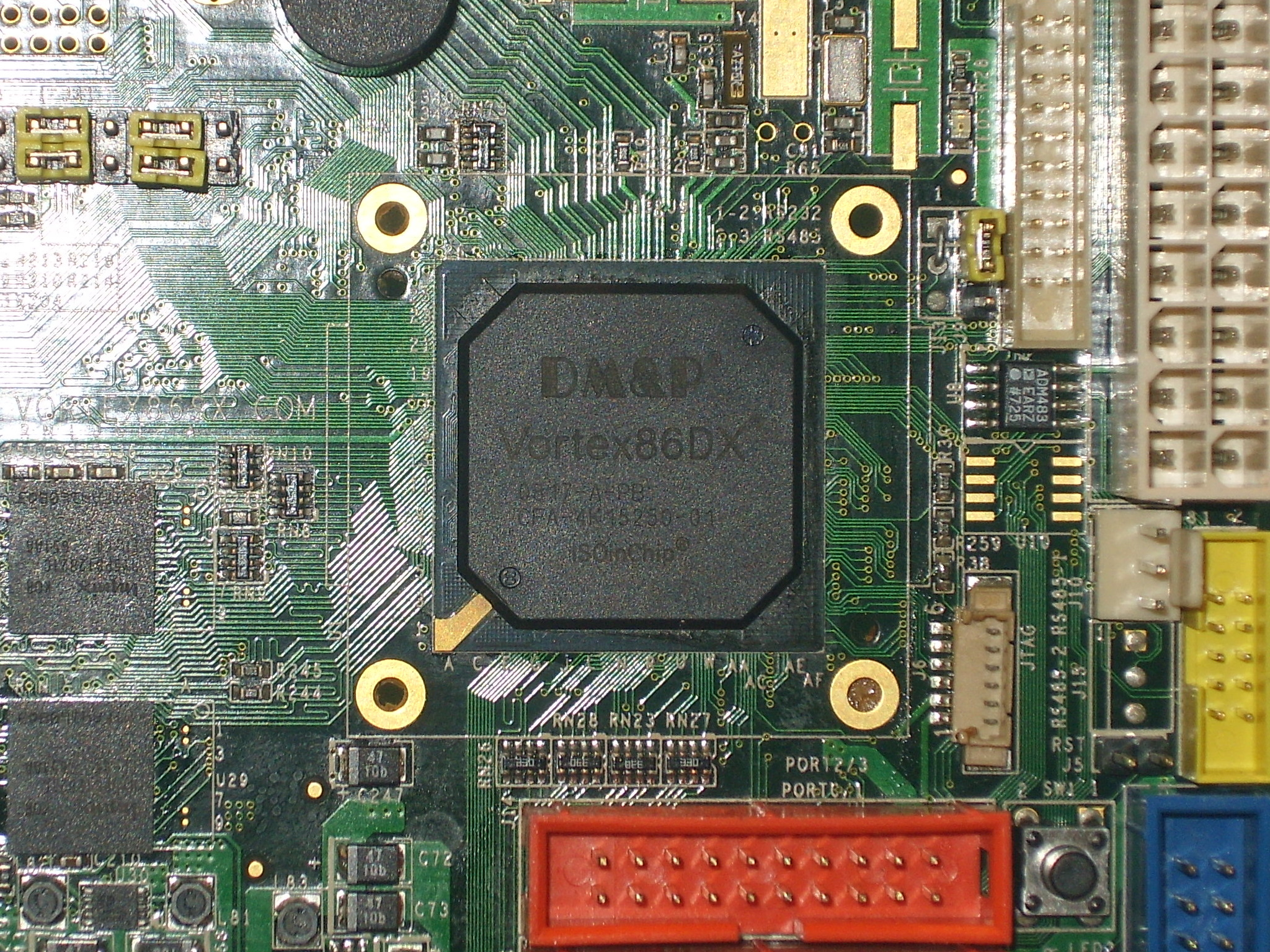
Mainboard mit aufgelötetem Vortex86DX

Der Vortex86 ist ein x86-kompatibler SoC-Prozessor. Entwickelt wurde er von Rise Technology, wurde dann aber an SiS und schließlich an DM&P Electronics verkauft. Im Januar 2009 unterzeichnete DM&P des Weiteren einen Vertrag mit Xcore, der es Xcore erlaubt, den Chip als Xcore86 zu verkaufen.

## Varianten
- Vortex86 (SiS55x/Rise mP6) von SiS/Rise Technology entwickelt,[3] drei Integer- und MMX-Pipelines, Sprungvorhersage[4]
- Vortex86SX – 300 MHz, 32 KiB L1-Cache, keine FPU, kein L2-Cache. Unterstützt sowohl SD als auch DDR2-SDRAM[5]
- Vortex86DX – 600 MHz bis 1 GHz (2,02 W @ 800 MHz[6]), 32 KiB L1-Cache, FPU, 256 kiB L2-Cache, sechsstufige Pipeline. Unterstützt bis zu 1 GiB DDR2-SDRAM[7][8]

Die PDX-600 ist eine Version des Vortex86DX die sich nur in der Anzahl der seriellen Ports (3 statt 5) und dem Fehlen von I²C-Bus und Servo-Controllern unterscheidet und daher weniger auf den industriellen als auf den embedded Markt abzielt. Ein Netbook nutzt diesen Chip.
- Vortex86MX – TBA Q4 2009[11]

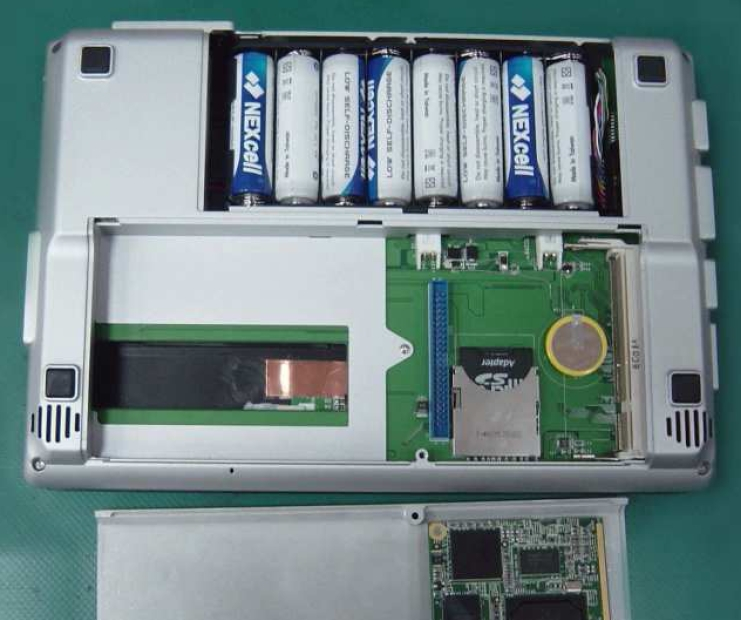
Der Vortex86DX findet im batteriebetriebenen NorhTec Gecko EduBook Verwendung. Das herausnehmbare CPU Board ist deutlich am unteren Bildrand erkennbar.

DM&P bietet eine Embedded-Linux-Distribution an, die an den SoC angepasst ist.

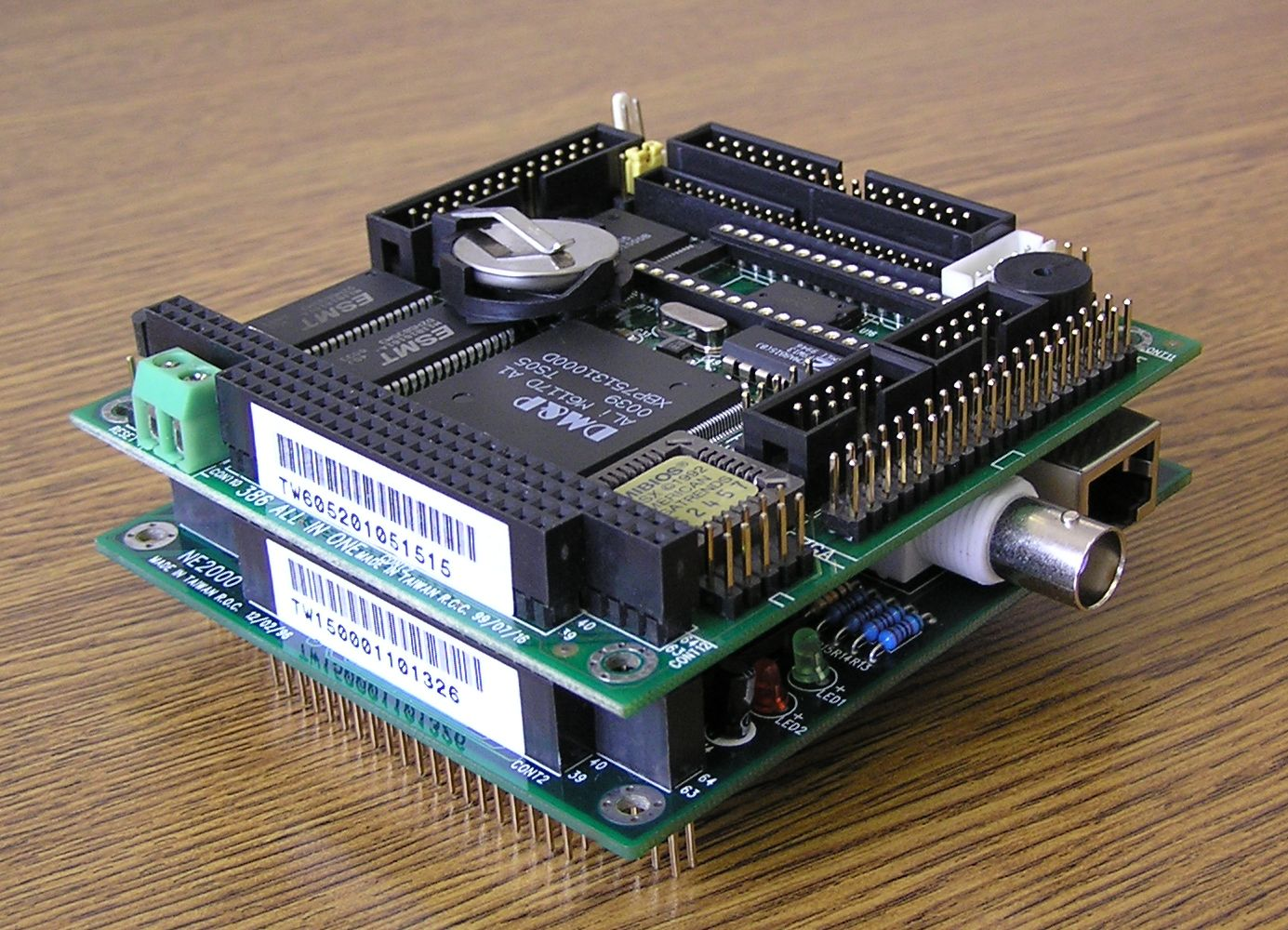
PC/104-Modul (oben) mit DM&P M6117D

Vor der Übernahme des Vortex86 stellte DM&P den M6117D, einen Intel i386SX kompatiblen, 25–40 MHz SoC her.